# Asit Biswas
Asit K. Biswas (* 1939 in Baleswar, Bundesstaat Orissa) ist ein in Indien geborener kanadischer Hydrologe und Berater für Regierungen und die Vereinten Nationen.

## Leben
Als Sohn des Arztes Anil Biswas und seiner Frau Asha wurde Asit Biswas im Osten des Subkontinents geboren. Er studierte am IIT Kharagpur Ingenieurwissenschaften und arbeitete danach als Ingenieur in Liverpool. Er schloss ein zweites Studium an der Loughborough University ab und wurde Dozent an der University of Strathclyde in Glasgow. 1967 kam er nach Kanada und wurde Gastprofessor an der Queen’s University. 1974 arbeitete er 15 Monate in Nairobi bei der UNEP. Von 1981 bis 1997 forschte er an der Oxford University und gründete dann das Third World Center for Water Management in Mexiko-Stadt. Er ist langjähriger Gastprofessor an der Lee Kuan Yew School of Public Policy in Singapur.
Biswas lehnt die These von der Wasserknappheit ab. Vielmehr müsse durch Wassermanagement zum Abbau von Verschwendung und durch eine Erhöhung der Preise für Trinkwasser gegengesteuert werden.
Biswas interessiert sich privat für Malerei. Er ist mit der mexikanischen Wissenschaftlerin Cecilia Tortajada verheiratet und Vater einer erwachsenen Tochter.
1984 erhielt er den Ehrendoktor der Universität Lund, 2006 den Stockholm Water Prize. Weitere Ehrendoktortitel verliehen ihm die University of Strathclyde (2007), die Technische Universität Helsinki (2008), das IIT Kharagpur und das IIT Bhubaneswar.